# Jan starší Kinský z Vchynic
Jan starší Vchynský (Kinský) z Vchynic (německy Johann der ältere Kinsky von Wchinitz, 1536 – 27. dubna 1590, Ráb (Győr) nebo v Praha) byl český šlechtic z rodu Kinských. Po jedno desetiletí zastával úřad karlštejnského purkrabího (1576–1586).

## Původ
Narodil se jako syn Václava Dlaska Vchynského († 1542) a jeho manželky Anny z Vřesovic († 1556). Jeho starší bratr Radslav († 1619) se projevil jako výtečný hospodář a v roce 1615 byl sedmým nejbohatším šlechticem v zemi, Oba bratři byli utrakvistického vyznání.

## Život a kariéra

### Mládí a poskytování úvěrů
Část mládí prožil na zámku v Českém Krumlově na dvoře Viléma z Rožmberka (1535–1592). V roce 1566 se zúčastnil protitureckého tažení. Jako horlivý protestant usiloval o přijetí České konfese v roce 1575.
Po sňatku v roce 1567 začal ve velkém poskytovat úvěry. K jeho dlužníkům patřila královská komora Maxmiliána II. (českým králem 1564–1676) i jeho syna Rudolfa II. (českým králem 1576–1611) a držitelé nejvyšších zemských úřadů, mezi nimi nejvyšší purkrabí Vilém z Rožmberka, nejvyšší kancléř Vratislav II. z Pernštejna (1530–1582), královský maršálek Jaroslav I. Smiřický ze Smiřic (1513–1597) nebo hlava velmožského rodu Adam II. z Hradce (1549–1596). Koncem roku 1575 už mu komora dlužila 35 tisíc kop grošů českých. Tímto způsobem si připravil cestu k císařskému dvoru i k zemskému úřadu. Na císařském dvoře působil ve funkci dvorského kráječe.

### Karlštejnským purkrabím a konflikt s císařem
Od roku 1576 zastával post karlštejnského purkrabího. Úřad vykonával spolu s Jáchymem Novohradským z Kolowrat (v úřadě 1578–1599), který zastupoval panský stav. V Praze se 22. března 1577 konal pohřeb císaře Maxmiliána II. a Jan kráčel ve smutečním průvodu před rakví jako jeden ze dvou rytířů doprovázejících nejvyššího písaře Michala Španovského z Lisova, který nesl žezlo z českých korunovačních klenotů. Na přelomu let 1580–1581 Rudolf II. ochořel a Jan Dlask působil jako zpravodajec arciknížete Ferdinanda II. Tyrolského (1529–1595), který vyjednával svou volbu císařem v Sasku a Bavorsku (v Řezně).
Byl popisován jako násilník, což dokládá případ z roku 1577, kdy před domem Jana Bezdružického z Kolowrat na Malé Straně udeřil kordem do hlavy jeho podkoního Ambrože. Papežský nuncius o něm nelichotivě napsal, že je luterán nejhorší a velký přítel vévody saského.
V 80. letech 16. století se dostal do sporu s děkanem na Karlštejně. Na zemském sněmu v roce 1581 požadoval vytvoření komise, která by prozkoumala děkanům nemravný život a fakt, že nežije trvale v děkanství. Situace vyvrcholila v roce 1586. Dne 24. 9. 1586 na Karlštejn přicestovali vyslanci 9. pražského arcibiskupa Martina Medka z Mohelnice (v úřadě 1581–1590), arciděkan Felix z Lindy a oficiál Jiří Pontan a chtěli uvést kněze Valentina Cikána do úřadu karlštejnského děkana. K údivu přítomných s velkou rozhodností vystoupil proti propůjčení karlštejnského děkanství císařem Rudolfem II. a urazil tak císařský majestát (crimen laesae majestatis). Podněcován některými vysokými úředníky blízkými císaři si toto právo nárokoval Jan coby karlštejnský purkrabí. Tvrdil, že toto právo pro sebe a všechny budoucí české krále promarnil již Zikmund Lucemburský. Této Janovy chyby využila radikální katolická klika nejvyššího hofmistra Jiřího Popela z Lobkowicz (v úřadě 1585–1594), který předsedal komornímu soudu, a posílila na úkor umírněného Viléma z Rožmberka své pozice. Rozhněvaný panovník Janovi v říjnu listem vzkázal po císařském komorníkovi Wolfgangu Rumpfovi z Wuelrossu, aby opustil úřad a aby se neobjevoval u dvora. Nakonec císař Rudolf vzpurného purkrabího předvolal na 12. prosince před komorní soud na Pražský hrad a ten 16. prosince 1586 dvakrát padl před císařem na kolena a žádal o milost. Vzápětí nato sice Jan rezignoval na úřad karlštejnského purkrabího, ale zachránil si život i majetek. Takto mírný rozsudek si zajistil Rožmberkovou přímluvou a půjčkou Lobkowiczovi.
Později byl Jan svými odpůrci opět očerněn. Nejvyšší zemský písař Michal Španovský z Lisova (v úřadě 1576–1596) ho zažaloval z podvodných majetkových zápisů. Dalšímu potupnému procesu unikl Jan svou smrtí. Jako příčina úmrtí se udává otrava.
| „                            | [1590] Zemřel Jan Vchynský z Vchynic. Hrával rád v karty o veliké peníze. | “ |
| — Mikuláš Daczický z Heslowa |                                                                           |   |

Pohřben byl v Teplicích, které vlastnil jeho bratr Radslav. Intrikán Jiří Popel z Lobkowicz také nakonec upadl v nemilost a byl potrestán doživotním vězením a konfiskací majetku.

## Mecenáš
Byl také jedním z mecenášů, v pražské tiskárně Jiřího Nygrýna podporoval vydávání knih.

## Majetek
Po matce zdědil část Teplic a tam se také po její smrti usadil. Prostřednictvím sňatku připojil ke svému severočeskému zboží Zahořany a později ještě několik dalších vesnic. Manželka mu věnem přinesla i panství Nalžovy na Klatovsku a Vlachovo Březí, které v roce 1570 prodal. V roce 1571 koupil od královské komory vesnici Křenice u Prahy. V okolí Prahy držel také od roku 1576 Jeneč a od roku 1577 Kunratice. Dočasně mu bylo od roku 1581 zastaveno komorní zboží Chlumec nad Cidlinou. Tato úvěrová operace byla vynucená, což mu později ve sporu s Rudolfem II. přitížilo. V roce 1583 koupil zadlužené panství Zásmuky u Kolína od Zdislava z Říčan ve veřejné dražbě za 27 tisíc kop grošů.
Jednoznačně patřil k bohatším rytířům, na jeho panstvích žilo více než 1200 osedlých.
Dědicem Janova majetku se stal jeho bratr Radslav. Vdově Anně vyplácel až do její smrti důchod ve výši 2 tisíc kop grošů, který byl určen i k obživě jejích dětí.

## Rodina
Dne 23. listopadu 1567 se v Českém Krumlově oženil s Annou Pouzarovou z Michnic († 1598), jediným potomkem Jana Pouzara z Michnic († 1559) a jeho manželky Kateřiny z Malovic. Svatbu jim vystrojil sám velmož Vilém z Rožmberka.
Z manželství se narodilo šest synů a pět dcer:
- Jan (1568 – po 1599)
  - ∞ (8. 6. 1599) Dorota Kaplířová ze Sulevic
- Kateřina (1569–1643)
  - 1. ∞ (3. 2. 1586 Praha) Wolfgang ze Stubenberka
  - 2. ∞ Bohuslav Jiří Krakowský z Kolowrat († 1645)
- Rudolf (1570 nebo 1574[3] – 1598 nebo zastřelen u Raabu 1597[3])
- Václav (1572 – 28. 2. 1626 Brno), císařský komorník, pokračovatel rodu Kinských, vlastnil Zásmuky, Chlumec nad Cidlinou, Kolín
  - ∞ Eliška Krajířová z Krajku († 1626)
- Vilém (1574 – zavražděn 25. 2. 1634 v Chebu), nejvyšší lovčí, vlastnil Doubravskou Horu, Teplice, Benešov nad Ploučnicí, Českou Kamenici, Rumburk, Tolštejn, Zahořany
  - ∞ Alžběta Magdalena Trčková z Lípy († po 1634)
- Radslav II. (mladší) (1582 – 26. 7. 1660 Leyden, pohřben v kostele sv. Pankráce v Leydenu), odsouzen za účast na stavovském povstání, zemřel jako vážená osoba v Nizozemsku, vlastnil Rumburk, Tolštejn, Teplice, Zásmuky, Benešov nad Ploučnicí, Českou Kamenici, Zahořany
- Oldřich (1583–1620), komorník, vlastnil Rumburk, Tolštejn, Zahořany a Tasov
- Anna
- Sabina († 1630)
  - ∞ (4. 3. 1612) Purkhart Střela z Rokyc († asi 1629)
- Estera († 1629 Lešno)
  - ∞ Jiří Sadovský ze Sloupna († po 1640)
- Alžběta († 14.8.1622 Teplice)

Po Janově smrti se stal poručníkem nezletilých synů jeho bratr Radslav.